# Louis Renault (jurista)
|  | Aquest article tracta sobre el jurista i Premi Nobel de la Pau. Vegeu-ne altres significats a «Louis Renault». |

Louis Renault (Autun, França 1843 - Barbizon 1918) fou un jurista i professor universitari francès guardonat amb el Premi Nobel de la Pau el 1907.

## Vida i obra
Va néixer el 21 de maig de 1843 a la població d'Autun, situada al departament francès de Saona i Loira. Després d'ensenyar dret romà i mercantil a la Universitat de Dijon entre 1868 i 1873 es traslladà a París, on fou membre de la Facultat de Ciències Polítiques (1874) i professor de dret internacional (1881).

## Activitat internacional
El 1890 fou nomenat conseller del Ministeri d'Afers Exteriors, i va representar el seu país a diverses conferències internacionals, incloses la segona Conferència de Pau de la Haia de l'any 1907 i la Conferència Naval de Londres de 1908-1909. Actuà també com a membre del Tribunal de la Haia i intervingué en moltíssimes intermediacions internacionals de caràcter molt divers, com ara regulació dels drets de propietat intel·lectual, regulacions del cable submarí, aviació militar, abolició de l'esclavitud, etc. Fou un important àrbitre; els seus casos més famosos foren el Japanese House Tax (1905), el cas Casa Blanca (1909), el cas Sawarkar (1911), el cas Carthage (1913) i el cas Manouba (1913).
L'any 1907 fou guardonat amb el Premi Nobel de la Pau, juntament amb l'italià Ernesto Teodoro Moneta.
Va ser un autor molt prolífic. Entre les seves obres es troben articles i monografies especialitzades en dret internacional. Junt amb el seu col·lega i amic Charles Lyon-Caen va escriure un tractat en nou volums sobre dret internacional del qual s'editaren moltes edicions. És autor, entre d'altres, de Introduction à l'étude du droit international ("Introducció a l'estudi del dret internacional", 1879), Les Convencions de la Haia sobre el dret internacional privat (1903), Les primeres violacions del dret de gents per Alemanya (1917).
Morí el 8 de febrer de 1918 a la ciutat de Barbizon, al departament de Sena i Marne.